# Bérard de Got
Bérard de Got (Castello di Villandraut, 1250 circa – Francia, 27 giugno 1297) è stato un arcivescovo cattolico e cardinale francese.

## Biografia
Appartenente ad una delle famiglie più importanti dell'Aquitania, era figlio di Béraud de Got e di Ida di Blanquefort. Era anche fratello di Bertrand de Got, che divenne papa con il nome di Clemente V, e zio di Raymond de Got, cardinale diacono di Santa Maria Nuova.
Divenuto arcidiacono di Montala, nel 1289 fu nominato arcivescovo di Lione, carica che occupò fino alla nomina di Cardinale vescovo di Albano da parte di papa Celestino V, avvenuta il 18 settembre 1294. 
Partecipò al conclave del 1294 che elesse papa Bonifacio VIII. Nel 1297, insieme al cardinale Simone di Beaulieu, fu delegato apostolico incaricato di mediare la pace fra Filippo il Bello ed Edoardo I d'Inghilterra, ma morì in Francia durante l'esecuzione di tale incarico.

## Successione apostolica
La successione apostolica è:
- Vescovo Walter Langton (1296)